# Kelti (strip album)
Kelti (fr. Les Celtiques) je četvrti album iz serijala o Korto Maltezeu, autora Huga Prata. Album je prvi put objavljen 1980. godine u Francuskoj, u izdanju izdavačke kuće Casterman. Sadrži šest epizoda koje su prethodno objavljivane u francuskom magazinu Pif Gadget tokom 1971. i 1972. godine.

## Epizode
- Anđeo sa istočnog prozora (*L'Ange à la fenêtre d'Orient*, 1971)
- Pod zastavom novca (*Sous le drapeau de l'argent*, 1971)
- Koncert u O'molu za harfu i nitroglicerin (*Concert en O mineur pour harpe et nitroglycérine*, 1972)
- San zimskog jutra (*Songe d'un matin d'hiver*, 1972)
- Vinogorja noći i ruže Pikardije (*Côtes de Nuits et roses de Picardie*, 1972)
- Burleska između Zuidkota i Bredina (*Burlesque entre Zuydcoote et Bray-Dunes*, 1972)

## Objavljivanje na srpskom jeziku
Na srpskom jeziku, album je objavila izdavačka kuća *Darkwood* u okviru luksuzne serije od 12 albuma, u punom koloru i na ćirilici.

## Fusnote
1. ↑  https://srafzine.wordpress.com/2019/05/17/korto-malteze-kelti-borba-za-opstanak-borba-za-svoj-strah/
2. ↑  http://ilijada.blogspot.com/2019/12/aneo-sa-istocnog-prozora-ili-magija-i.html
3. ↑  Putovanje kroz stvarni svet snova. https://www.stripovi.com/magazin/putovanje-kroz-stvarni-svet-snova/31/